# Sermoise-sur-Loire
Sermoise-sur-Loire este o comună în departamentul Nièvre din centrul Franței. În 2009 avea o populație de 1.663 de locuitori.

## Evoluția populației
| An        | 1975  | 1982  | 1990  | 1999  | 2006  | 2009  |
| --------- | ----- | ----- | ----- | ----- | ----- | ----- |
| Populație | 1.019 | 1.078 | 1.545 | 1.523 | 1.645 | 1.663 |